# Hugo Blanck
Hugo Blanck (* 5. November 1836 in Xanten; † 20. März 1893 in Pittsburgh) war ein deutsch-amerikanischer Chemiker.

## Leben
Nach dem Abitur studierte Hugo Blanck zunächst an der Universität Berlin Philosophie. Anschließend ging er an die Universität Bonn. Dort wurde er 1859 Mitglied des Corps Saxonia. Zu seinen akademischen Lehrern zählten in Bonn der Physiker Heinrich Wilhelm Dove, der Geologe und Chemiker Karl Gustav Bischof, der Philosoph Friedrich van Calker, der Chemiker Hans Heinrich Landolt, der Mineraloge und Geologe Johann Jacob Nöggerath und der Mathematiker und Physiker Julius Plücker. 1865 wurde er in Bonn mit einer chemisch-geologischen Dissertation zum Dr. phil. promoviert.
Nachdem er nach Amerika ausgewandert war, trat er zunächst in die Dienste einer New Yorker Firma, nahm dann aber in Pittsburgh eine Stellung als Chemiker bei der Standard Oil Company und später bei der Spang Chalfant Company an. 1881 wurde er selbständiger analytischer und beratender Chemiker mit eigenem Büro und Labor, die er bis zu seinem Tod betrieb. Gleichzeitig lehrte er am Pittsburgh College of Pharmacy als Professor organische Chemie. Er gehörte in Pittsburgh dem Press Club, der Engineers Society und der Microscopical Society an. Er galt als Experte der Trinkwasseranalytik. Als solcher erlangte er durch veröffentlichte Gutachten in der Pittsburgher Bevölkerung Bekanntheit.

## Schriften
- De lapidibus quibusdam viridibus (Grünsteine) in Saxo Rhenano quod vocatur Grauwacke repertis, 1865